# A Romance of the Rio Grande
A Romance of the Rio Grande è un cortometraggio muto del 1911 diretto da Colin Campbell e Otis Thayer che firma anche la sceneggiatura . Per Thayer - attore nei film della Selig - questo è l'esordio nella regia.

## Produzione
Il film fu prodotto dalla Selig Polyscope Company.

## Distribuzione
Distribuito dalla General Film Company, il film - un cortometraggio in una bobina - uscì nelle sale cinematografiche statunitensi il 12 dicembre 1911.